# آبشار سابل
آبشار سابل (به انگلیسی: Sable Falls) آبشاری است که در میشیگان، ایالات متحده آمریکا واقع شده و ارتفاع کلی ریزشگاه آن ۷۵ پا است.